# Szira Béla
Szira Béla Tamás (Budapest, 1890. május 3. – Budapest, 1961. december 29.) gimnáziumi tanár, író.

## Pályafutása
Szülei Szira Tamás és Molnár Gabriella. Tanulmányait a budapesti piarista, illetve a váci és a kecskeméti gimnáziumban végezte. 1912-ben Kolozsváron szerezte meg latin-történelem szakos tanári diplomáját. Előbb Abrudbányán, majd 1918-tól Fehértemplomban és Zsombolyán tanított. 1922-ben a budapesti I. kerületi Verbőczy Reálgimnázium tanára lett, később ugyanitt címzetes igazgatóvá és történelemből tanulmányi felügyelővé nevezték ki. 1951 körül nyugdíjba vonult. 1915-ben jelentette meg első elbeszélését az Élet című lap, majd 1916-ban közölte első bírálatát a Magyar Kultúra című folyóirat. 1946-ban a Szent István Akadémia III. oszt. tagja lett. Felesége Czerny Ágnes volt, akivel 1915-ben kötött házasságot Zsombolyán.

## Művei
- Bécsi tinta, magyar toll. Regény, Budapest, 1941. (Könyvbarátok ifjúsági könyvei)
- Segíts falu, dűl a város. Ifjúsági regény. Budapest, 1942.
- Gábor osztályt cserél. Ifjúsági regény. Budapest, 1942.
- Tízért paprika. Ifjúsági regény. Budapest, 1943.
- Farkas Jóska nyakkendője. Ifjúsági regény. Budapest, 1944.

## Forrás
- Adatai a Petőfi Irodalmi Múzeum katalógusában
- Magyar katolikus lexikon XIII. (Szentl–Titán). Főszerk. Diós István; szerk. Viczián János. Budapest: Szent István Társulat. 2008.  ISBN 963-361-626-3